# Перло (Вале д'Аоста)
Вижте пояснителната страница за други значения на Перло.
Пѐрло (на италиански и на френски: Perloz, на местен диалект: Pèrlo) е село и община в Северна Италия, автономен регион Вале д'Аоста. Разположено е на 661 m надморска височина. Населението на общината е 467 души (към 2010 г.).